# Филологическое обозрение
«Филологическое обозрение» — российский журнал классической филологии и педагогики, орган Филологического общества.
Периодическое издание «Филологическое Обозрение» выходило в городе Москве с 1891 года по 1902 г. четырьмя выпусками (два тома) в год.
Первыми редакторами-издателями журнала были московские педагоги Андрей Викентьевич Адольф и Владимир Германович Аппельрот. С 1897 года журнал перешёл к А. В. Адольфу.
Постоянными сотрудниками состояли Григорий Эдуардович Зенгер, Фаддей Францевич Зелинский, Фёдор Евгеньевич Корш, Юлиан Андреевич Кулаковский, Василий Васильевич Латышев, Фёдор Герасимович Мищенко, Василий Иванович Модестов, И. В. Нетушил, Иван Владимирович Цветаев, Александр Николаевич Шварц, Александр Николаевич Щукарёв, Адольф Израилевич Сонни и другие.
В начале издания редакторы стремились придать журналу строго научный характер, но впоследствии стали преобладать статьи, посвященные истории классических языков, критике текста и экзегезе древних авторов.
В отделе «Критики и библиографии» ценность имеет обзор иностранных филологических журналов и русских статей, посвященных классической древности.
С четвёртого тома журнал дает приложения, где помещены переводы Г. Э. Зенгера (переводы на латинский язык из Виктора Гюго, Михаила Лермонтова, Александра Пушкина, Фёдора Тютчева и Фридриха Шиллера), Ф. Ф. Зелинского (Еврипид и Софокл), Г. А. Иванова (Клеонид), Ф. Е. Корша (Лукреций и Цицерон), В. В. Латышева (Музей), И. И. Холодняка (Петроний и Сенека).
Указатель к I—Χ томам дан в Χ томе журнала.